# П'єрфранческо Фавіно
П'єрфранческо Фавіно (італ. Pierfrancesco Favino) — італійський актор.

## Біографія
П'єрфранческо Фавіно народився в Римі 24 серпня 1969. Закінчив Національну академію драматичного мистецтва «Сільвіо Д'Аміко», потім слідують курси підвищення, режисера Луки Ронконі. Це один із засновників центру актора в Римі.
Серед фільмів, у яких він брав участь: «Останній поцілунок» (Габріеле Муччіно, 2001), «Dazeroadieci» (2001) Лучано Ligabue, «Емма — це я» (2002) Франческо Фаласкі, «Ель-Аламейн» (2002), Енцо Монтелеоне, «Сатурн проти» (2007), Ферзана Озпетека.
У 2006 він також зіграв Христофора Колумба в «Ніч в музеї» «Twentieth Century Fox» . У 2008 він зіграв у стрічці «Хроніки Нарнії: Принц Каспіан». У 2009 — зіграв роль інспектора Ернесто Оліветті в «Ангели і демони» режисера Рона Говарда.

## Фільмографія
| Рік  | Фільм                                | Оригінальна назва                         | Роль                               |
| ---- | ------------------------------------ | ----------------------------------------- | ---------------------------------- |
| 2001 | Останній поцілунок                   | The Last Kiss                             | Марко                              |
| 2002 | Емма — це я                          | Emma sono io                              | Карло                              |
| 2002 | Битва за Ель-Аламейн                 | El Alamein                                | Sgt. Rizzo                         |
| 2004 | Ключі від будинку                    | Chiavi di casa, Le                        | Альберто                           |
| 2005 | На автовідповідачі немає повідомлень | Nessun messaggio in segreteria            | П'єро                              |
| 2005 | Кримінальний роман                   | Romanzo criminale                         | Лібано                             |
| 2006 | Незнайомка                           | La sconosciuta                            | Donato Adacher                     |
| 2006 | Ніч у музеї                          | Night at the Museum                       | Христофор Колумб                   |
| 2007 | Сатурн проти                         | Saturno contro                            | Давид                              |
| 2008 | Хроніки Нарнії: Принц Каспіан        | Chronicles of Narnia: Prince Caspian, The | General Glozelle                   |
| 2008 | Чудо святої Анни                     | Miracle at St. Anna                       | Peppi 'The Great Butterfly' Grotta |
| 2008 | Людина, котра кохає                  | L'uomo che ama                            | Роберто                            |
| 2009 | Ангели і Демони                      | Angels & Demons                           | Інспектор Оліветті                 |
| 2010 | Поцілуй мене ще раз                  | Baciami ancora                            | Марко                              |
| 2010 | Кого я хочу більше                   | Cosa voglio di più                        | Доменіко                           |
| 2011 | Il giuramento di Ippocrate           | Il giuramento di Ippocrate                |                                    |
| 2013 | Гонка                                | Rush                                      | Клей Реґаццоні                     |
| 2014 | Без усякого жалю                     | Senza nessuna pietà                       | Міммо                              |
| 2015 | Мати                                 | Une mère                                  | П'єр                               |
| 2015 | Субура                               | Suburra                                   | Філіп                              |
| 2016 | Визнання                             | Le confessioni                            | італійський міністр                |
| 2017 | Не твоє тіло (Дружина і чоловік)     | Moglie e marito                           | Андреа                             |
| 2017 | Моя кузина Рейчел                    | My Cousin Rachel                          | Енріко Райнальді                   |
| 2018 | Шпигунська гра                       | The Catcher Was a Spy                     | Мартинуцці                         |
| 2019 | Зрадник                              | Il traditore                              | Томмазо Бушетта                    |
| 2020 | Наш батько                           | Padrenostro                               | Альфонсо Ле Роуз                   |
| 2023 | Команданте                           | Comandante                                | Сальваторе Тодаро                  |
| 2023 | Адажіо                               | Adagio                                    | Каммело                            |
| 2024 | Марія                                | Maria                                     | Ферруччо Меццадрі                  |

## Нагороди та номінації
- У 2003 він став переможцем у номінації премії «Давид ді Донателло» за найкращу чоловічу роль.

- У 2004 році на 61-му Венеціанському кінофестивалі номінований на «Срібну стрічку» за найкращу чоловічу роль у «Ключі від будинку» Джанні Амеліо.
- Найкращий актор 77-го Венеційського фестивалю та володар «Кубка Вольпі» за роль у фільмі «Наш батько» режисера Клаудіо Ноче.[1][2]